# Euprepocnemides
Euprepocnemides is een geslacht van rechtvleugeligen uit de familie veldsprinkhanen (Acrididae). De wetenschappelijke naam van dit geslacht is voor het eerst geldig gepubliceerd in 1914 door Ignacio Bolívar.

## Soorten
Het geslacht Euprepocnemides  is monotypisch en omvat slechts de volgende soort:
- Euprepocnemides pictipes (Bolívar, 1902)